# Rhipidomys macconnelli
Rhipidomys macconnelli és una espècie de mamífer rosegador de la família dels cricètids. Viu a altituds d'entre 300 i 2.800 msnm al nord del Brasil, l'oest de Guyana i el sud de Veneçuela. Es tracta d'un animal nocturn i arborícola. El seu hàbitat natural són les selves primàries i secundàries. És una espècie en risc mínim, és a dir, no sembla que hi hagi cap amenaça significativa per a la seva supervivència.
L'espècie fou anomenada en honor de l'explorador britànic Frederick Vavasour McConnell.